# 혈관염
혈관염(血管炎, 영어: vasculitis) 또는 맥관염(脈管炎. 영어: angiitis)은 염증에 의해 혈관이 파괴되는 질환군이다. 동맥과 정맥 모두 영향을 받는다. 림프관염도 혈관염의 일종으로 간주되기도 한다. 혈관염은 주로 백혈구의 이동에 따른 손상으로 발생한다. 중증 혈관염은 다나졸(Danazol)이라는 약의 복용으로 완화될 수 있다.

## 참조
1. ↑  “Vasculitis - Definition from the Merriam-Webster Online Dictionary”. 2009년 1월 8일에 확인함.
2. ↑  “Glossary of dermatopathological terms. DermNet NZ”. 2009년 1월 8일에 확인함.
3. ↑  “Vasculitis”. 2009년 6월 16일에 원본 문서에서 보존된 문서. 2009년 6월 16일에 확인함.